# Jacqueline Frank DeLuca
Jacqueline "Jackie" Frank DeLuca, född 1 maj 1980 i Hermosa Beach, Kalifornien, är en amerikansk vattenpolomålvakt. Hon deltog i den olympiska vattenpoloturneringen i Aten där USA:s damlandslag i vattenpolo tog brons. Frank DeLuca spelade fem matcher i turneringen. Året innan hade Frank DeLuca varit med om att ta guld i Holiday Cup, VM och panamerikanska spelen.